# Малий пінгвін
Малий пінгвін (Eudyptula) — рід птахів родини пінгвінових. Пінгвіни цього роду поширені в Австралії, Тасманії, Новій Зеландії, Чатемському архіпелазі.
Рід складається лише з двох видів:
- Пінгвін малий (Eudyptula minor)
  - Пінгвін білокрилий (Eudyptula minor albosignata) — підвид пінгвіна малого
- Eudyptula novaehollandiae

Також з пліоценових відкладень Нової Зеландії описаний Eudyptula wilsonae (датується віком 3,36-3,06 млн років тому).